# اوله تپلی
اوله تپلی (انگلیسی: Oleh Teplyi؛ زادهٔ ۴ اوت ۱۹۸۱) بازیکن فوتبال اهل اوکراین است.
از باشگاه‌هایی که در آن بازی کرده‌است می‌توان به باشگاه فوتبال اوبولون-برووار کیف اشاره کرد.